# Syndy Emade
Syndy Emade, de son vrai nom Elone Synthia Emade, née le 21 novembre 1993 à Kumba, est une actrice, mannequin et productrice camerounaise.

## Biographie

### Études
Syndy Emade naît le 21 novembre 1993 à Kumba, dans la région du Sud-Ouest du Cameroun. En 2002, elle entre au lycée presbytérien (Presbyterian High School) de Kumba, où elle obtient son A-level. Elle poursuit ses études à l'université de Buéa, où elle décroche un BSc en économie.

### Carrière
En 2010, Syndy Emade fait ses débuts au cinéma, en apparaissant dans un film intitulé Obsession. En 2015, elle crée sa société de production Blue Rain Entertainment, qu'elle préside. En 2017, elle apparaît dans le film A Man for the Weekend aux côtés de l'acteur nigérian Alexx Ekubo. Au mois d'août de la même année, elle rayonne sur le tapis rouge au Glitz Style Awards au Ghana. 

## Travail humanitaire
En 2019, dans le cadre de son association, l'actrice se rend dans le quartier de Mambanda à Douala, où elle apporte son aide à au moins 200 déplacés internes de la crise anglophone au Cameroun. L'actrice leur fournit de la nourriture et des produits de première nécessité.
En 2020, dans le cadre de la pandémie de Covid-19, elle participe aux côtés d'autres célébrités camerounaises à une campagne de sensibilisation aux mesures et gestes barrières du gouvernement, en partenariat avec l'UNICEF.

## Filmographie
- 2010 : Obsession
- 2012 : Entangled
- 2012 : Pink Poison
- 2013 : Different Kind of Men
- 2014 : Why I Hate Sunshine
- 2015 : Rose on the Grave
- 2015 : Die Another Day
- 2015 : A Kiss from Rose
- 2016 : Chaising Tails
- 2016 : Before You Say I Do
- 2016 : Smokescreen
- 2016 : House Mate
- 2016 : The Soldier's Wife
- 2016 : Bad Angel
- 2017 : A Man for the Weekend
- 2018 : Little Cindy
- 2019 : Broken
- 2021 : 4th Generation
- 2021 : Therapy
- 2022 : Half Heaven
- 2022 : Kuvah
- 2023 : Silent Storm
- 2024 : A Kiss That Kills

## Distinctions
En 2014, l'actrice remporte le prix Miss Heritage International Cameroon et reçoit le prix de la meilleure actrice camerounaise au Scoop Academy Award en 2017. En mars 2019, elle est nommée meilleure actrice féminine aux Canal 2'Or.

## Vie privée
En octobre 2018, Syndy Emade donne naissance à sa fille, Britney aux États-Unis,.